# نوفو ريبارتيمينتو
نوفو ريبارتيمينتو بلدية في ولاية بارا في المنطقة الشمالية من البرازيل.